# Jattaea algeriensis
Jattaea algeriensis är en svampart som beskrevs av Berl. 1900. Jattaea algeriensis ingår i släktet Jattaea och familjen Calosphaeriaceae.   Inga underarter finns listade i Catalogue of Life.